# SMS Helgoland (1909)
«Гельголанд» (нем. SMS Helgoland) — второй Линкор Германского флота типа «Остфрисланд» времен Первой мировой войны.
Как большинство линкоров Флота Открытого моря во время Первой мировой войны, Гельголанд вел ограниченные боевые действия против британского Королевского флота. Корабль участвовал в нескольких рейдах в Северное море входил в группу прикрытия линейных крейсеров. Линкор  действовал в Балтийском море против российского военно-морского флота во время Сражения в Рижском заливе в августе 1915. 31 мая – 1 июня 1916 года «Гельголанд» участвовал в Ютландском сражении. Во время боя он располагался  в центре немецкой линии и не принял такого активного участия в сражении как Кёниг и линкоры Класса Кайзер. После окончания Первой мировой войны «Гельголанд» отошел Великобритании, в начале 1920-х корабль был разобран на металл. Герб линкора «Гельголанд» сохранен в Военном Музее Истории Бундесвера в Дрездене.

## Первая мировая война
В начале Первой мировой войны «Гельголанд» был назначен во Флот Открытого моря. 9 августа «Гельголанд» базировался у хорошо защищенного острова Вангероге. Минные поля и кордоны крейсеров, торпедных катеров и субмарин защищали Вильгельмсхафен. Линкор «Гельголанд» был подготовлен к полному развертыванию. Четыре дня спустя, 13 августа, «Гельголанд» вернулся в Вильгельмсхафен, чтобы дозаправиться. На следующий день, начали прибывать военно-морские резервисты, чтобы пополнить команду немецких линкоров.